# Duno
Duno (lombardul: Dün) település Olaszországban, Varese megyében. Lakosainak száma 153 fő (2023. január 1.). Duno Casalzuigno, Cuveglio, Porto Valtravaglia, Mesenzana, Brissago-Valtravaglia és Cassano Valcuvia községekkel határos.

## Népesség
A település népességének változása:
| Lakosok száma | 130  | 125  | 153  |
|               | 2017 | 2018 | 2023 |